# Semblance
Semblance — это инди-игра и платформер, разработанная независимой студией Nyamakop из ЮАР, издателем выступил Good Shepherd Entertainment. 24 июля 2018 года для macOS, Windows и Nintendo Switch. Игрок управляет тёмным комком, который должен прыгать по платформам и преодолевать препятствия, особенность платформ в Semblance заключается в их эластичности и возможности их деформации.
Созданием игры занимались два разработчика из Южной Африки, которые создали прототип ещё во время учёбы в университете. Semblance изначально должна была стать стандартным условно-бесплатным платформером для мобильных устройств, но в после случайной ошибки, вызывающей изменение формы платформы, разработчики решили сделать её главной механикой и в итоге выпустить Semblance на персональных компьютерах.
Оценки игры можно охарактеризовать в целом, как сдержанно-положительные. Средняя оценка в зависимости от платформы варьируется от 79 до 74 баллов. Критики похвалили Semblance за её визуальный стиль и инновационную механику искажения платформ. Оценки игрового процесса были смешанные: часть критиков называли его гибким, нелинейным и от того увлекательным, другая же часть критиков называла прохождение из-за особенности механики слишком простым, а представленные головоломки на уровнях посредственными.

## Игровой процесс
Игра представляет собой платформер, где, как принято для игры данного жанра управляемый персонаж, похожий на шарик тёмного цвета, путешествует по платформам и преодолевает препятствия.

Игра позволяет искажать платформы, чтобы добраться до прежде недоступных мест и предметов

Однако особенность Sembamance заключается в том, игрок может с помощью персонажа деформировать платформы. Это осуществляется с помощью игрового персонажа, который должен образовывать деформации силой собственных ударов, образуя лунку, если прыгать вниз, или же возвышенность, если подобраться к платформе снизу. Деформация платформ необходима для осуществления разных разных целей, самая очевидная из них — добраться до более высоких или недоступных платформ и избегать опасных, «заражённых» кристаллами платформ. Также можно образовывать линку, чтобы укрываться от врагов. Искажение платформ можно также использовать, чтобы блокировать врагов. Комок также может искривлять вертикальные стены, также превращая их в функциональные платформы. Таким образом Sembamance совмещает в себе жанры платформера и головоломки, где искажение платформ позволяет каждому игроку по разному преодолевать те или иные препятствия. Также на уровнях есть особые кристаллические зоны, позволяющие искажать управляемого персонажа и менять физику его передвижений, а также лазеры, отменяющие данный эффект.
Сама игра, как платформер состоит нескольких миров, условно поделённых на уровни. Каждый из четырёх миров предлагает свои уникальные механики. Игра не линейна и игрок может сам выбирать мир, с которого он начнёт прохождение. Конечная цель игрока заключается в том, чтобы раздобыть свет и доставить его до древа, возвращая его постепенно к жизни и восстанавливая баланс природы. Уровни также представлены вражескими элементами, в частности зелёными или алыми кристаллическими структурами, с которыми надо избегать контакта, также эти структуры могут перемещаться и образовывать лазеры.

## Разработка
Разработкой игры занималась независимая студия разработчиков Nyamakop из Южно-Африканский Республики. Бен Майрес, один из разработчиков заметил, что ранняя версия игры была классическим платформером, созданным ещё в во время последнего года обучения в университете, где персонаж бегал, прыгал и мог менять свою форму, ударяясь об поверхность платформы, однако игре не хватало оригинальности или того, что бы выделило её на фоне остальных платформеров. Тогда, второй разработчик и программист, Шакья Кимани пришёл к идее создать мягкие и эластичные платформы, которые бы мгновенно искажались под весом персонажа и возвращались в своё исходное состояние. Однако в игре возникла ошибка, из-за которой платформа продолжала «искажаться» под весом персонажа, образуя лунку. Разработчики поняли, что это сделает платформер ещё увлекательнее, решив сделать из данной ошибки игровую механику. Майрес заметил, вместе с данной механикой, они фактически создали нелинейное прохождение линейного уровня, позволяя преодолевать препятствия самыми разными способами. Изначально игра создавалась, как мобильная бесплатная и задумывалась, как несущественный проект, а если и платный, то за минимальную цену. Однако в новой механике команда увидела большой потенциал и решила вложиться в создание полноценной игры.
Это стало одновременно самой большой проблемой для создателей, так как им требовалось подобрать для соответствующей механики подходящие ограничения. В итоге разработчики долгое время экспериментировали с уровнями. Команда также изучила множество известных платформеров, перенимая у них некоторые детали уровней, чтобы посмотреть, как возможно преодолевать препятствия с их оригинальной механикой. При этом разработчики попадали несколько раз впросак во время тестирования игры, заметив, что они могли потратить несколько месяцев на создание определённых уровней, чтобы тест-игроки случайно нашли способ мгновенно обойти препятствие. При этом данные казусы происходили даже во время демонстрации игры на мероприятиях, фотография разочарованного Майерса во время очередной демонстрации приобрела некоторую популярность в сети Twitter. Майрес с сарказмом заметил, что как правило инди-разработчики долго готовятся и боятся показывать свои игры в рамках тестирования, в страхе получить отрицательные отзывы. Майерсу же приходилось настолько часто устраивать тест-показы, что это занимало существенную часть разработки.
Что касается художественной эстетики, что команда вдохновлялась такими платформерами, как Hohokum, World of Goo, Thomas Was Alone и анимационным сериалом «Самурай Джек». Для создания оригинального стиля, разработчики изучали множество игр в Steam и решили использовать розовые, фиолетовые и другие неоновые оттенки. Майрес заметил, что заимствование чего то из одной игры можно рассматривать, как плагиат, но если заимствовать всего понемногу из множества игр, то можно создать что-то оригинальное. Музыку к игре написал Дэниел Калеб.
Игра была продемонстрирована на мероприятии PAX East в 2017 году, в августе того же года на Gamescom, а также команда побывала в течение 18 месяцев в 25 городах на пяти континентах. Выход Sembalance состоялся на PC и Nintendo Switch 24 июля. После выхода, рейтинг одобрения в Steam составлял 100 %, игра была выпущена на семи языках. Также Nyamakop стала самым первым разработчиком из Африки для Switch.

## Музыка
Музыкальные композиции в стиле эмбиент к игре написал известный южно-африканский композитор Дэниэл Калеб. Работа над музыкой к Sembalance стала его первой работой с видео-играми. Дэниэл сам вышел на связь с разработчиками Nyamakop, так как уже с давних времён мечтал принять участие в создании видеоигр и решил принять участие в разработке в качестве музыканта. Так, в течение нескольких недель Дэниэл изучал форумы разработчиков видео-игр и его привлекли скриншоты, сделанные Sembalance. Тогда музыкант связался с Майерсом и Кукией, чья разработка находилась ещё на ранней стадии и был впечатлён их идеями.
При написании музыки, Дэниэл исходил из идеи создать спокойную музыку, но отражающую чувство постороннего, для чего экспериментировал с синтезатором и ударными инструментами. При этом, чтобы мелодии не звучали раздражающе монотонно, Дэниэл решил в своих треках плавно сменять синтезатор на ударные и наоборот. Также музыка создавалась с участием скрипки и виолончели. Композитор заметил, что как бы он ни старался как можно лучше передать эмоции через мелодию, наличие хотя бы одного живого инструмента значительно облегчало данную задачу. Многие «потусторонние» звуки были созданы в рамках экспериментальных звуков виолончели или скрипки, или же проигрывая звуковые дорожки с вокалом с зада на перёд.
Треки были собраны в музыкальный альбом под названием «Semblance (Original Soundtrack)» и выпущены 5 октября 2018 года.
| - 1. Creation — 02:26 - 2. Breath — 08:46 - 3. Infection — 02:42 - 4. Far From Home — 06:07 - 5. Premonition — 04:55 - 6. Ancient Trees — 01:52 - 7. The Long Road Ahead — 08:59 - 8. Light — 01:31 | - 9. I’m Lost — 03:07 - 10. Premonition, Pt. 2 — 06:52 - 11. Ancient Heights — 06:52 - 12. I’m Lost Pt. 2 — 04:22 - 13. Journey Home — 05:30 - 14. The Ancients Are Close — 01:51 - 15. Final Trial — 05:18 - 16. Home — 01:48 |

## Критика
| Сводный рейтинг      | Сводный рейтинг               |
| Агрегатор            | Оценка                        |
| -------------------- | ----------------------------- |
| GameRankings         | 75,15 %                       |
| Metacritic           | 79/100 (ПК) 74/100 (Xbox One) |
| Иноязычные издания   |                               |
| Издание              | Оценка                        |
| NF Magazine          | 90 %                          |
| IGN Spain            | 8,4/10                        |
| Digitally Downloaded | [ 18 ]                        |
| Gameplanet           | 7,0/10                        |
| Gameblog.fr          | 7/10                          |
| GamingTrend          | 4,9/10                        |

Оценки игры можно охарактеризовать в целом, как сдержанно-положительные. Средняя оценка в зависимости от платформы варьируется от 79 до 74 баллов.
Критик сайта IGN заметил, что Sembamance удаётся предложить инновационный игровой процесс даже несмотря на её принадлежность к самому избитому игровому жанру, в котором, как кажется испробовали уже всё возможное. Игра также впечатляет своей приятной художественной эстетикой, напоминающей такие хиты, как например World of Goo или Super Meat Boy в плане того, как игра совмещает простую графику, но достигает своего стиля. Хотя критик указал на недостаточную сложность игры, особенно в начале прохождения. Он подытожил, что Sembamance скорее всего не войдёт в историю, но всё же её стоит попробовать. Аналогичное мнение оставил обозреватель сайта Digitally Downloaded, заметив, что Sembamance получилась одним из самых инновационных платформеров, что в принципе большое дело, когда это касается такого «многолюдного» жанра. Критик также заметил, что это также одна из самых стильных игр, которые он видел за долгое время и, что это ещё одно доказательство того, что твердое художественное направление всегда превосходит фотореализм и «хорошую графику». Критик сайта Ventrubeat признался, что ослепительные цвета выглядят фантастически на дисплее Switch, да и сама игра подходит для того, чтобы играть в неё на портативном устройстве, например во время поездок на работу. Рецензент также назвал управление интуитивно понятным, он также заметил, что геймплей настолько гибкий, что из-за этого препятствия и головоломки становятся недостаточно сложными. Тем не менее игра предоставляет множество элегантных способов их решения, что очень приятно. Хотя в начале художественный стиль кажется примитивным, критик заметил, что чем дальше он играл, тем больше его впечатляли причудливые силуэты и смелые оттенки.
Другая часть критиков оставили сдержанными отзывы об игре. Например рецензент сайта COGconnected с одной стороны похвалил Sembamance за её инновационный геймлей и художественный стиль, однако указал на повторяемость многих уровней, помимо прочего критик сталкивался с критической внутриигровой ошибкой, когда не мог дальше передвигаться и ему приходилось перезапускать игру и в результате терять весь игровой прогресс. Представитель сайта GamePlanet указал на похожею проблему, заметив, что на фоне крайне гибкого игрового процесса, сами представленные головоломки недостаточно «гибкие», помимо прочего особенность механики делает прохождение игры слишком простой и банальной. В результате игрок начнёт замечать повторения, а игра постепенно станет скучной, тем не мене критик признался, что последние уровни выглядели гораздо увлекательнее благодаря введению дополнительной механики искажения персонажа. Критик сайта Gaming Trend назвал Sembamance упущенной возможностью, заметив, что окружающее пространство всячески ограничивает способности героя к деформации, таким образом делая прохождение линейным, а не поощряя игрока решать головоломки более креативными способами.